# بقجة
البقجة كلمة تعني (صرة)، جمعها بقج بضم الباء وفتح القاف. وتشمل كل ما يلف من الأشياء سواء أكانت ملابس (بقجة السفر / الزفاف) أو طعاما. و(البقجة قد تعني نوع من الحلويات الشامية في دمشق، وتسمى الأوزي في بعض المدن بالبقجة).

## التأثيل
البقجة كلمة عامية تعني صرة الثياب أصلها من بقط متاعه أي جمعه للسفر ونُقلت من العربية إلى الفرنسية bagage. أو هي من أصل تركي عثماني بوغجة.

## بقجة السفر
كانت تستخدم للأسفار القصيرة أو المشاوير. وتعمل بأن توضع الملابس في وسط قطعة من قماش أو حرير مربعة الشكل وترد عليها أطراف القماشة الأربعة وتعقد.

## بقجة العرس
تشبه تماماً بقجة السفر وتستخدم ليلية الزفاف جيث كانت تنقل بها ملابس العروسين قديمآ إلى حمام السوق (لكل حارة من حارات دمشق القديمة حمام خاص بها) وتقام لهم مراسم التلبيسة (فلكلور) وهي من التراث في بعض المدن في سوريا.

## بقجة (حلويات)
وتحت هذا المسمى نرى نوعين من الحلويات التي تسمى البقجة هي :-

### بقجة الملبّس
تلف حبات اللوز أو الفستق الحلبي الملبس بالسكر داخل سرر قماشية، توزع هذه البقج أو السرر في الأعياد والمناسبا ت السعيدة كالأفراح ويوم عقد القران (بالشامية "كتب الكتاب") وأعياد الفطر والأضحى واعياد الميلاد وغيرها من الاعياد.

### بقجة (حلوى شرقية)
يوضع الفستق في وسط قطعة مربعة صغيرة من العجينة الهشة (لا يتعدى طول ضلعها 4 سنتيمترات) الخاصة بالحلويات وترد عليها أطراف العجينة المستدقة بطريقة لتكون (بقجة). ينتشر هذا النوع من الحلويات كثيرا في محافظات الوسط السوري حمص وحماة.